# Testa, dì cuore
Testa, dì cuore è il secondo album del cantautore italiano Marco Parente, pubblicato nel 1999.

## Il disco
Uscito per la prima volta nel 1999 e ristampato nel novembre del 2000, sempre per l'etichetta discografica Sonica, Testa, dì cuore contiene un brano cantato in duetto con Cristina Donà, Senza voltarsi.
La scaletta è stata strutturata in due ipotetici lati, formati da cinque tracce ciascuno: al lato A corrisponde concettualmente la "Testa" e al lato B corrisponde il "Cuore".  "Testa" e "Cuore" che sono per l'appunto parole formate da cinque lettere. Al centro troviamo "Dì", imperativo del verbo dire e sesta canzone fra le undici totali, incaricata di delimitare le due sezioni e spingere all'azione, in modo che pensieri ed emozioni finiscano per combaciare.

## Tracce
1. Falso movimento - 4:09
2. Cuore distillato - 4:41
3. Succhiatori - 5:03
4. Il fascino del perdente - 3:40
5. Karma Parente - 4:00
6. Dì - 2:04
7. Testa, dì cuore - 5:18
8. Senza voltarsi con Cristina Donà - 3:52
9. Uragano vite - 5:33
10. La guarigione - 3:13
11. Rampe di slancio - 3:24

### Musicisti
- Marco Parente: voce, chitarre, piano, groove, sample, percussioni timbalada, corno e flauto, piatti
- Giovanni Dall'Orto: basso, contrabbasso, programmazioni
- Paolo Clementi: viole
- Erika Giansanti: viole
- Jeppe Catalano: batteria, ride
- Andrea Franchi: chitarra, piano
- Andrea Di Lillo: batteria
- Massimo Fantoni: chitarra
- Francesco Tomei: contrabbasso

### Altri musicisti
- Stefano Bollani, piano in Il fascino del perdente e La guarigione
- Cristina Donà, voce in Senza voltarsi

### Crediti
- Testi e musiche di Marco Parente eccetto Senza voltarsi (musica di Marco Parente, Massimo Fantoni, Francesco Tomei e Cristina Donà)
- Arrangiamenti di Paolo Clementi, Erika Giansanti, Giovanni dall'Orto, Andrea Di Lillo, Jeppe Catalano, Andrea Franchi, Marco Parente
- Produzione artistica: Marco Parente eccetto Succhiatori (Pasquale Minieri, Massimo Fantoni e Marco Parente)
- Registrato con Sonica Factory Studio Mobile alle Scuderie di Carpineti da Paolo Mauri eccetto Falso movimento e Karma Parente (Sonica Factory Studio, Federico Filoso), Testa, dì cuore (Teatro Annibal Caro di Civitanova Marche, Bruce Morrison) e Rampe di slancio (Sonica Factory Studio, Bruce Morrison).
- Mixato, editato e masterizzato da Giovanni Gasparini al Sonica Factory Studio eccetto Succhiatori, La guarigione (Paolo Mauri) e Dì (Marco Parente).